# Farbauti (satelit)
Farbauti (/far.ba'u.ti/ sau Saturn XL) este un satelit natural al lui Saturn. Descoperirea sa a fost anunțată de Scott S. Sheppard⁠(d), David C. Jewitt⁠(d), Jan Kleyna⁠(d) și Brian G. Marsden pe 4 mai 2005, din observații efectuate între 12 decembrie 2004 și 9 martie 2005.
Farbauti are aproximativ 5 kilometri în diametru și orbitează în jurul planetei Saturn la o distanță medie de 20,291 Mm în 1079.099 zile, la o înclinație de 158° față de ecliptică (131° față de ecuatorul lui Saturn), într-o direcție retrogradă și cu o excentricitate de 0,209.
A fost numit în aprilie 2007 după Fárbauti⁠(d), un gigant de furtună din mitologia nordică, tatăl lui Loki.